# Villarta-Quintana
Villarta-Quintana est une commune de la communauté autonome de La Rioja, en Espagne.